# Josef Beck (Sänger)

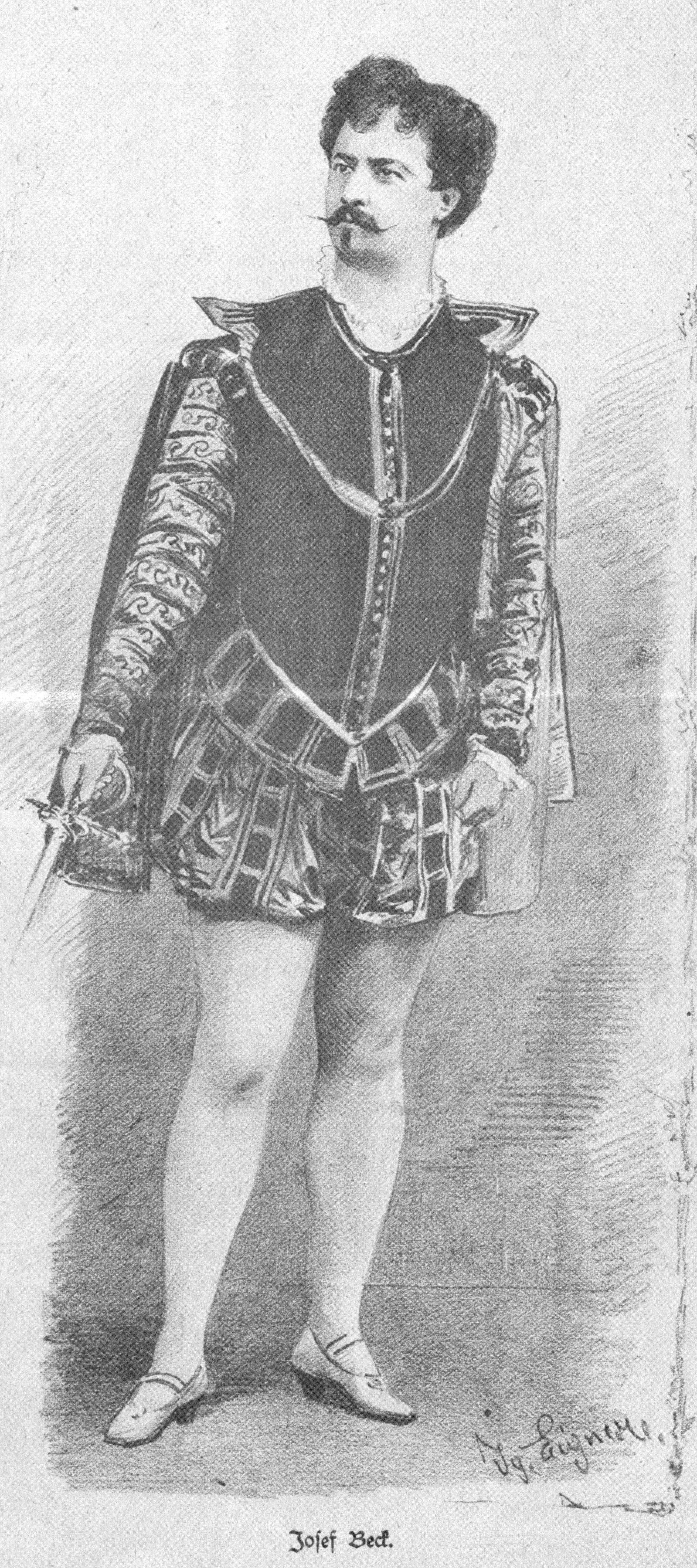
Josef Beck im Jahre 1885

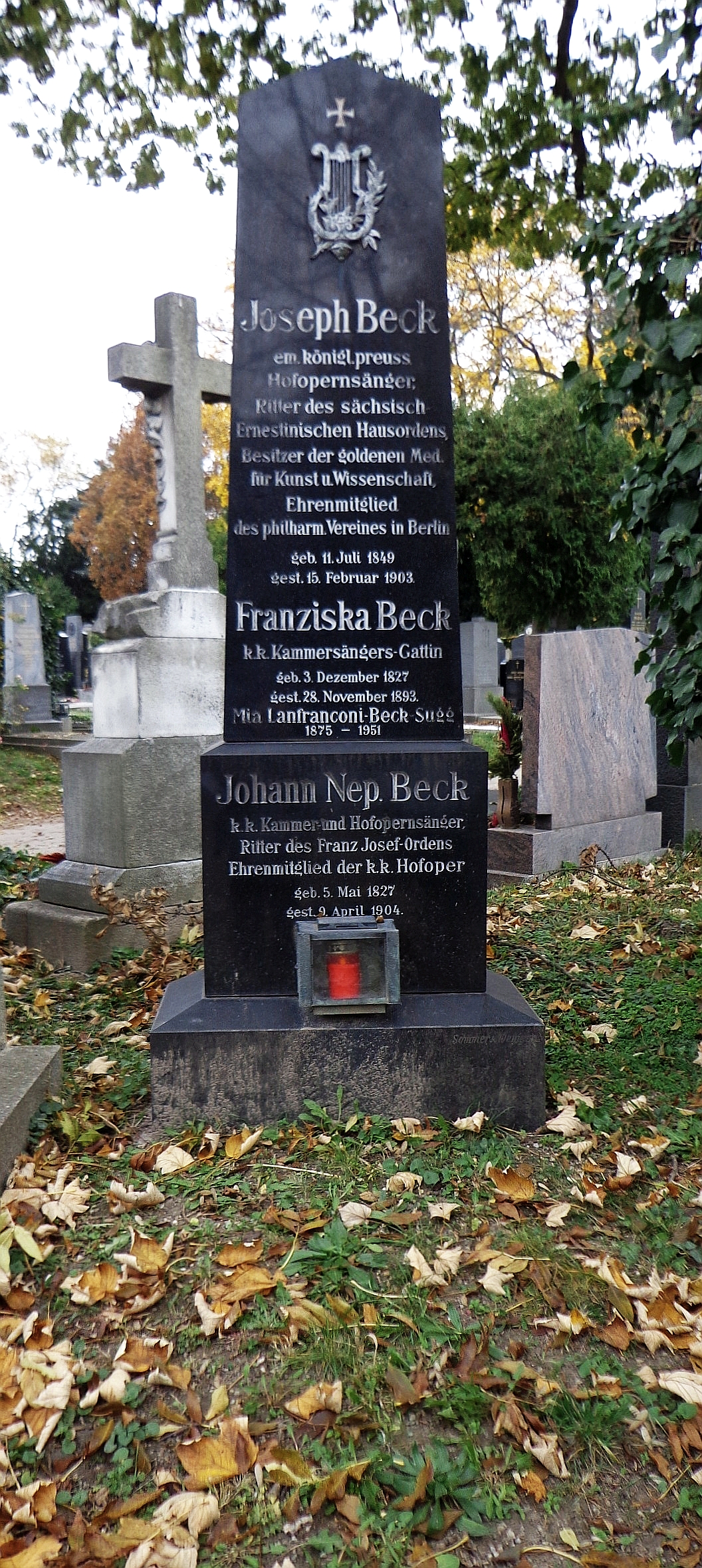
Wiener Zentralfriedhof, Grab von Johann Nepomuk Beck und Josef Beck

Josef Beck, auch Joseph Beck (11. Juli 1848 in Pest, Königreich Ungarn – 15. Februar 1903 in Preßburg, Österreich-Ungarn) war ein Theaterschauspieler, Opernsänger und Theaterregisseur.

## Leben
Er erhielt zunächst Gesangsunterricht von seinem Vater Johann Nepomuk Beck und sollte Medizin studieren, aber er begann eine Ausbildung zum Lithographen. Auf Grund der Erfolge seines Vaters wandte er sich schließlich doch der Bühne zu.
Am 1. September 1865 debütierte er als Komiker am Stadttheater von Olmütz (erfolglos), daher ging er ans Theater von Karlsbad. Nach weiterer Ausbildung debütierte er am 19. März 1869 als „Herzog“ in Lucretia Borgia, diesmal erfolgreich. Danach nahm er Gesangsunterricht in Wien bei Otto Uffmann.
Es folgten Engagements in Laibach, Frankfurt am Main und Köln, von 1872 bis 1874 in Salzburg und von 1874 bis 1875 in Graz, dem Höhepunkt seiner Karriere. Danach wirkte er an der Berliner Hofoper und der Frankfurter Oper und 1885 am Deutschen Theater in Prag. 1887 und 1888 nahm er Engagement in Bremen, von 1888 bis 1890 sang an der Metropolitan Opera in New York. Er war Mitglied der Frankfurter Freimaurerloge Sokrates zur Standhaftigkeit.
Nachdem sein Vater zunehmend in geistige Umnachtung gefallen war, beendete er seine Karriere weitestgehend, um ihn zu pflegen. In Preßburg war er von 1895 bis 1896 noch einmal als Sänger und Regisseur beschäftigt. Er starb 1903, noch vor dem Tod seines Vaters 1904.